# Regierung Janew II
Die Zweite Regierung Janew bildet seit dem 16. September 2021 die kommissarische Regierung von Bulgarien. Sie wurde von Präsident Rumen Radew eingesetzt, nachdem nach der Parlamentswahl im Juli 2021 keine der Parteien eine neue Koalition bilden konnte. Die kommissarische Regierung soll die vorgezogenen Parlamentswahlen sowie die Präsidentschaftswahl im November 2021 organisieren, die gleichzeitig stattfinden. Sie löste die Regierung Janew I ab.

## Kabinettsmitglieder
| Amt | Name                                                                 |
| --- | -------------------------------------------------------------------- |
| Ministerpräsident                                                                                                | Stefan Janew                                                         |

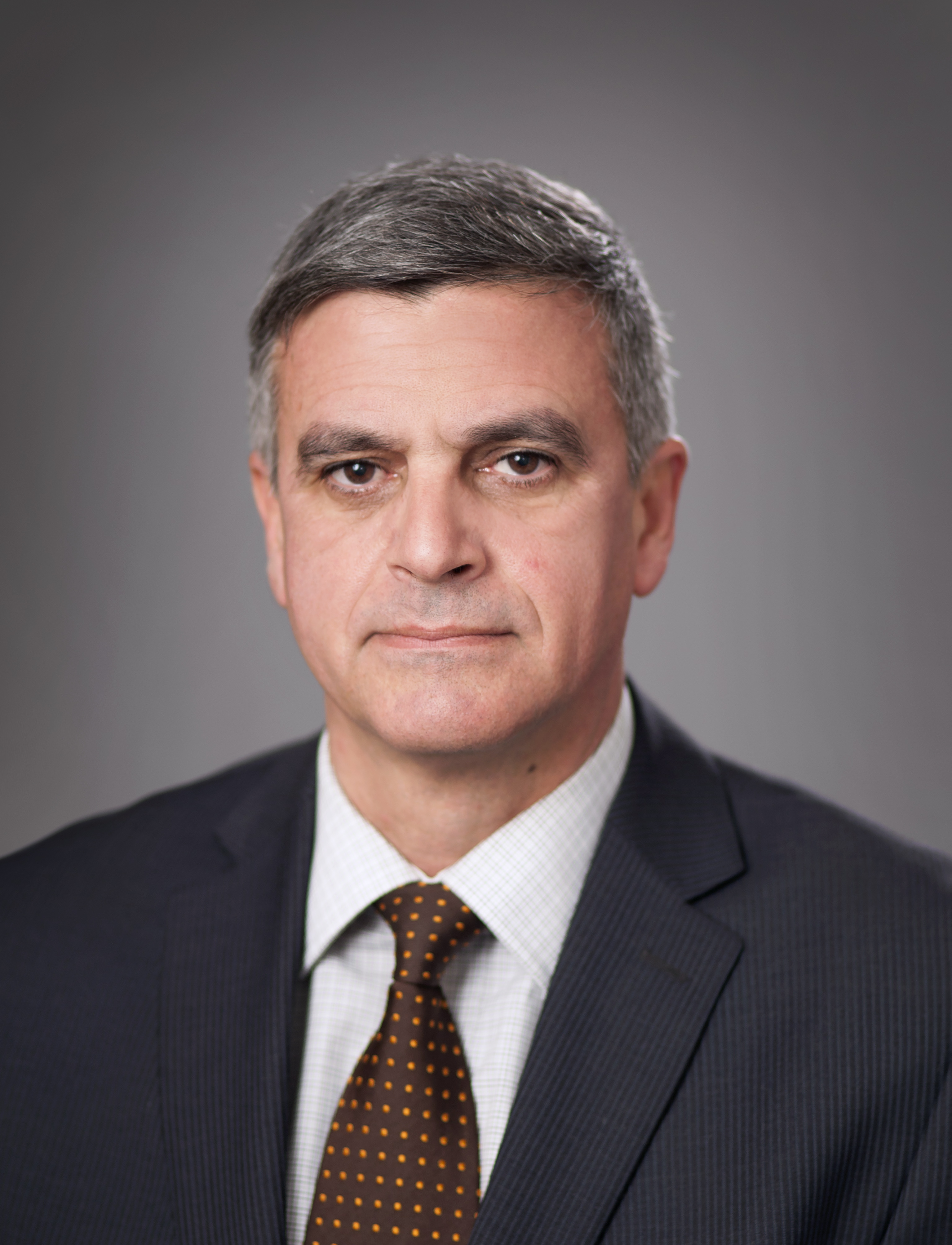
Ministerpräsident Stefan Janew

| Stellvertretender Ministerpräsident für Wirtschafts- und Sozialpolitik und Minister für Arbeit und Sozialpolitik | Galab Donew                                                          |
| Stellvertretender Ministerpräsident für öffentliche Ordnung und Sicherheit und Innenminister                     | Bojko Raschkow                                                       |
| Stellvertretender Ministerpräsident für das Management der europäischen Fonds                                    | Atanas Pekanow                                                       |
| Finanzminister                                                                                                   | Waleri Beltschew                                                     |
| Verteidigungsminister                                                                                            | Georgi Panajotow                                                     |
| Gesundheitsminister                                                                                              | Stojtscho Kazarow                                                    |
| Ministerin für regionale Entwicklung und Raumplanung                                                             | Wioleta Komitowa                                                     |
| Minister für Bildung und Wissenschaft                                                                            | Nikolaj Denkow                                                       |
| Außenminister | Swetlan Stoew                                                        |
| Justizminister                                                                                                   | Janaki Stoilow (bis 29. Oktober), Iwan Dermedschiew (ab 29. Oktober) |
| Kulturminister                                                                                                   | Welislaw Minekow                                                     |
| Minister für Umwelt und Wasser                                                                                   | Assen Litschew                                                       |
| Minister für Land-, Ernährungs- und Forstwirtschaft                                                              | Christo Bossukow                                                     |
| Minister für Verkehr, Informationstechnologie und Kommunikation                                                  | Christo Aleksiew                                                     |
| Wirtschaftsminister                                                                                              | Daniela Wesiewa                                                      |
| Energieminister                                                                                                  | Andrej Schiwkow                                                      |
| Ministerin für Tourismus                                                                                         | Stella Baltowa                                                       |
| Minister für Jugend und Sport                                                                                    | Andrej Kusmanow                                                      |